# Château de Pouzy
Le château de Pouzy est un château situé à Pouzy-Mésangy, en France.

## Localisation
Le château est situé sur la commune de Pouzy-Mésangy, dans le département français de l'Allier.

## Historique
L'édifice est inscrit au titre des monuments historiques en 1981.